# Stefan Rudnik
Stefan Rudnik (ur. 15 października 1935 w Grudziądzu, zm. 21 listopada 1996 w Słupsku) – politolog, historyk specjalizujący się we współczesnych stosunkach międzynarodowych; nauczyciel akademicki związany z Wyższą Szkołą Pedagogiczną w Słupsku.

## Życiorys
Po ukończeniu nauki w Liceum Pedagogicznym w Kwidzynie w 1953 roku, rozpoczął pracę jako nauczyciel. Po odbyciu zasadniczej służby wojskowej rozpoczął studia historyczne na Uniwersytecie Warszawskim, które ukończył w 1963 roku magisterium. W następnych latach pracował w szkolnictwie ogólnokształcącym w Kwidzynie. W latach 1970–1973 odbył studia doktoranckie w Instytucie Nauk Politycznych Uniwersytetu im. Adama Mickiewicza w Poznaniu. Po obronie pracy pt. Stosunki polsko-włoskie w latach 1945–1972 uzyskał stopień naukowy doktora.
W 1973 roku rozpoczął pracę w Zakładzie Nauk Społecznych Wyższej Szkoły Nauczycielskiej w Słupsku. W 1981 roku objął stanowisko prodziekana Wydziału Humanistycznego, a w 1987 roku dziekana tego wydziału. Od 1 września 1993 roku pełnił funkcję prorektora do spraw nauki, jednocześnie kierując Zakładem Historii Najnowszej Powszechnej w Instytucie Historii WSP. W czerwcu 1994 roku po odwołaniu ze stanowiska rektora Stanisława Łacha został wybrany na to stanowisko. Ponownie został wybrany rektorem na kadencję 1996–1999. Nie ukończył jej jednak, zmarł bowiem nagle 21 listopada 1996 roku w Słupsku.
Prowadzone przez niego prace badawcze koncentrowały się na problematyce niemcoznawczej. Przebywając na stażach i stypendiach prowadził badania i kwerendy archiwalne, interesował się też ruchami społecznymi w Republice Federalnej Niemiec. Ukoronowaniem dociekań była rozprawa habilitacyjna nt. Badania nad pokojem w Republice Federalnej Niemiec, obroniona w 1987 roku. Bezpośrednio po niej objął stanowisko profesora nadzwyczajnego na słupskiej uczelni.
W latach 1991–1994 przewodniczył kolegium redakcyjnemu „Słupskich Prac Humanistycznych”. Był członkiem władz międzynarodowej organizacji International Academy of Humanization of Education. W 1994 roku wszedł w skład Kuratorium Ogólnoniemieckiej Inicjatywy Obywatelskiej z siedzibą w Hanowerze. Za swą działalność odznaczony m.in. Krzyżem Kawalerskim Orderu Odrodzenia Polski, Złotym Krzyżem Zasługi, Medalem Komisji Edukacji Narodowej.

## Wybrane publikacje
- Stosunki polsko-włoskie w latach 1945–1975, Słupsk 1978.
- Przewodnik metodyczny do studiowania podstaw nauk politycznych, Słupsk 1980.
- Badania nad pokojem w Republice Federalnej Niemiec, Słupsk 1984.
- Partia Zielonych w systemie politycznym RFN, Słupsk 1994.